# Geoff Gray
Pas d'image ? Cliquez ici

a Compétitions nationales et continentales officielles uniquement.

b Matchs officiels uniquement.
Dernière mise à jour le 13 janvier 2025.
Bertram Geoffrey Gray dit Geoff Gray, né le 28 juillet 1909 à Hastings (Angleterre) et mort le 4 août 1989 au Cap, est un joueur de rugby à XV qui a joué avec l'équipe d'Afrique du Sud évoluant au poste de centre.

## Carrière
Geoff Gray évolue avec la Western Province qui dispute la Currie Cup. Il dispute son premier test match le 5 décembre 1931 contre le pays de Galles. Son dernier test match fut contre l'Australie le 2 septembre 1933. Les Sud-africains font une tournée en Grande-Bretagne et en Irlande en 1931-1932. Ils battent le pays de Galles 8-3 à Swansea, ils l'emportent 8-3 contre l'Irlande. Ils gagnent le 2 janvier ensuite 7-0 contre l'Angleterre. Puis ils battent l'Écosse 6-3 avec deux essais de Danie Craven et du capitaine Bennie Osler. C'est un grand chelem. Geoff Gray joue 3 matchs. 

## Statistiques en équipe nationale
- 4 test matchs avec l'équipe d'Afrique du Sud
- Sélections par année : 2 en 1931, 1 en 1932, 1 en 1933